# Walsall Football Club
El Walsall Football Club es un club de fútbol inglés de la ciudad de Walsall. Fue fundado en 1888 y juega en la Football League Two.

## Palmarés

### Torneos nacionales
- Football League Two (2):1960, 2007